# Megalosauroïdeus
Els megalosauroïdeus (Megalosauroidea) constitueixen una superfamília de dinosaures teròpodes tetanurs que visqueren del Juràssic mitjà al Cretaci superior.

## Classificació
La classificació dels megalosauroïdeus és la següent:
Superfamília Megalosauroidea
- ?Lourinhanosaurus
- Família Megalosauridae
  - Piveteausaurus
    - Subfamília Megalosaurinae
      - "Brontoraptor"
      - Edmarka
      - Torvosaurus
      - Megalosaurus
      - Poekilopleuron

    - Subfamília Eustreptospondylinae
      - Streptospondylus
      - Piatnitzkysaurus
      - Eustreptospondylus
      - Magnosaurus
      - Dubreuillosaurus
      - Afrovenator
- Família Spinosauridae
  - Chilantaisaurus
  - Suchosaurus
    - Subfamília Baryonychinae
      - Baryonyx
      - Cristatusaurus
      - Suchomimus

    - Subfamília Spinosaurinae
      - Angaturama
      - Irritator
      - Siamosaurus
      - Spinosaurus